# Aliona Kostornaya
Aliona Serguéyevna Kostornaya (en ruso: Алёна Сергеевна Косторная; Moscú, 24 de agosto de 2003) es una patinadora artística sobre hielo rusa. Medallista de plata en el Campeonato Mundial Júnior de 2018, medallista de plata en la Final del Grand Prix Júnior de 2017 y medallista de bronce en el Campeonato de Rusia de 2018. Medallista de oro de la Final del Grand Prix de 2018-2019. Ganadora de la medalla de bronce del Campeonato de Rusia de 2019. Campeona de la Final del Grand Prix sénior de Turín 2019. Subcampeona del campeonato de Rusia 2020 y medallista de oro del campeonato de Europa de 2020.

## Carrera
Comenzó a patinar en 2007, desde 2012 hasta 2017 fue entrenada por Elena Zhgun en Moscú. Finalizó en el lugar 16 en el Campeonato de Rusia de 2017 en nivel júnior, desde 2017 es entrenada por Eteri Tutberidze y Serguéi Dudakov en el club Sambo 70 en Moscú.

### Temporada 2017-2018
Kostornaya hizo su debut internacional en octubre de 2017 en la competición de Grand Prix en Gdansk, Polonia, donde obtuvo el primer lugar en su programa corto y segundo en su programa libre, ganó la medalla de oro.
Ganó la medalla de plata en el evento de Grand Prix en Italia, con su puntaje clasificó a la final, donde ganó la medalla de plata. En el Campeonato de Rusia de 2018, hizo su aparición en nivel sénior, donde ganó la medalla de bronce y plata en el Campeonato Júnior de Rusia del mismo año.
En marzo de 2018 participó en el Campeonato del Mundo Júnior y ganó la medalla de plata con un segundo lugar en sus programas corto y libre, su compañera de entrenamiento Alexandra Trusova ganó la medalla de oro.

### Temporada 2018-2019
Sus asignaciones a la serie del Grand Prix Júnior fueron en Austria y República Checa. En su primer evento ganó el oro tras quedar en primer lugar en el programa corto y libre.  Su segundo evento repitió el primer lugar en ambos programas y se colgó otra medalla de oro. Con 30 puntos sumados, clasificó a la Final del Grand Prix Júnior, donde logró ubicarse en primer lugar en ambos segmentos y ganó la medalla de oro. En su participación en el Campeonato de Rusia 2019 en nivel sénior, Kostornaya logró por segunda ocasión ganar la medalla de bronce.

### Temporada 2019-2020
El 11 de junio de 2019 El Ministerio Ruso de Deportes aprobó la lista de patinadoras nominadas para formar parte del equipo Rusia 2019-2020, otorgando un lugar a Aliona para participar en el Circuito de Grand Prix en la categoría Senior, junto a sus compatriotas Aleksandra Trúsova y Anna Scherbakova quienes también pasan de la categoría junior a la senior, y las veteranas Alina Zaguítova, Yevguéniya Medvédeva, Sofia Samodúrova y Yelizaveta Tuktamýsheva.
A Kostornaya le asignaron los Internacionales de Francia en Grenoble y el Trofeo NHK de Sapporo, quedando primera en los dos campeonatos y por tanto clasificándose para la Final del Grand Prix de Turín, Italia. En la final Kostornaya ganó la medalla de oro con una puntuación total de 247.59 puntos, superando a sus compañeras Anna Shcherbakova y Alexandra Trusova, que ganaron la plata y el bronce respectivamente.
En el campeonato de Rusia de 2020, Kostornaya ganó la plata con su mejor puntuación total de la temporada: 259.83 puntos, detrás de su compañera Anna Shcherbakova, quien ganó el oro, y por delante de su también compañera Alexandra Trusova, quien ganó el bronce. 
En el campeonato de Europa de 2020, volvió a ganar la medalla de oro con una puntuación de 240.81 puntos, superando a Anna Shcherbakova y Alexandra Trusova, plata y bronce respectivamente. 

### Temporada 2020-2021

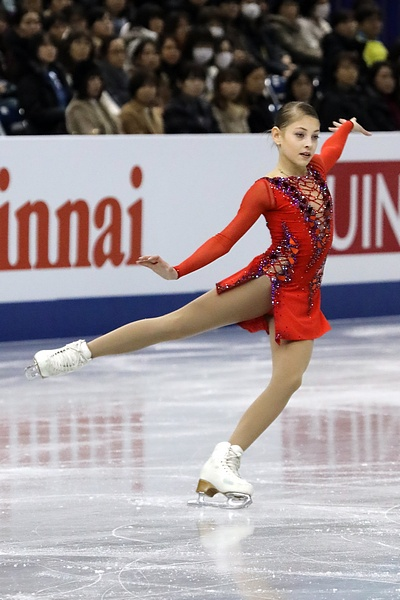
Kostornaya en la Final del Grand Prix Júnior 2017-2018.

### Programas
|            | Programa corto | Programa libre | Exhibición                                       |
| ---------- | --- | --- | ------------------------------------------------ |
| 2020- 2021 | "Invierno" de las 4 estaciones de Antonio Vivaldi - "No time to die" de Billie Eilish "You should see me in a crown" de Billie Eilish | "My way"/ "Yellow Moon" de Luca D'Alberto - "Wayward sisters" (Nocturnal animals) de Abel Korzeniowski "Dance for me Wallis" (W.E) de Abel Korzeniowski Coreografía de Shae-Lynn Bourne | "Someone like you" de Adele                      |
| 2019-2020  | "The Departure (Lullaby)" de Max Richter                                                                                              | New Moon (The Meadow) de Alexandre Desplat, Supermassive, Black Hole de Muse Coreografía de Daniil Gleijengauz                                                                          | "Never tear us apart" de Bishop Briggs           |
| 2018-2019  | "The Departure (Lullaby)" de Max Richter                                                                                              | Romeo y Julieta (coreografía de Daniil Gleijengauz) | "Dos Cadencias", "Adios Nonino" de Pablo Ziegler |
| 2017-2018  | "Dos Cadencias", "Adios Nonino" de Pablo Ziegler                                                                                      | Stella's Theme de William Joseph | "Dos Cadencias", "Adios Nonino" de Pablo Ziegler |

### Resultados detallados

#### Nivel sénior

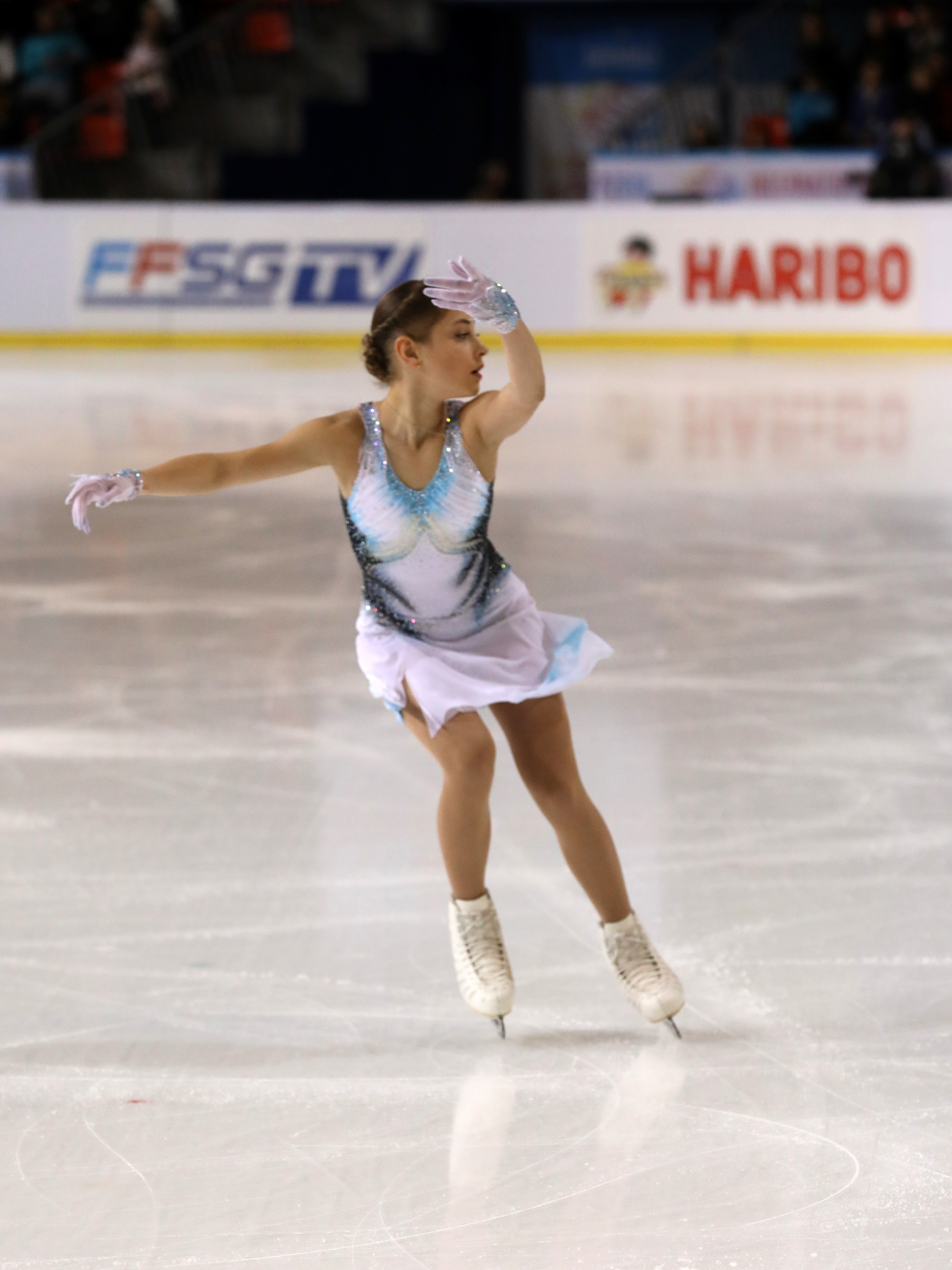
Kostornaya en el IDF France 2019

| Fecha                      | Evento                            | Programa corto | Programa libre | Total |
| -------------------------- | --------------------------------- | -------------- | -------------- | ----- |
|                            |                                   |                |                |       |
| 20-22 de noviembre de 2020 | Rostelecom Cup 2020               |                |                |       |
| 8-12 de noviembre de 2020  | IV etapa de la Copa de Rusia 2020 |                |                |       |

| Temporada 2019-2020        |                                     |                |                |          |
| Fecha                      | Evento                              | Programa corto | Programa libre | Total    |
| 20-26 de enero de 2020     | Campeonato Europeo de Patinaje 2020 | 1 84.92        | 2 155.89       | 1 240.81 |
| 24-29 de diciembre de 2019 | Campeonato nacional de Rusia 2020   | 1 89.86        | 2 169.97       | 2 259.83 |
| 5–8 de diciembre de 2019   | Final del Grand Prix 2019-2020      | 1 85.45        | 2 162.14       | 1 247.59 |
| 22–24 de noviembre de 2019 | Trofeo NHK 2019                     | 1 85.04        | 1 154.96       | 1 240.00 |
| 1–3 de noviembre de 2019   | Internationaux de France 2019       | 1 76.55        | 1 159.45       | 1 236.00 |
| 11–13 de octubre de 2019   | CS Trofeo de Finlandia 2019         | 1 77.25        | 1 157.59       | 1 234.84 |

#### Nivel júnior
- Mejores marcas personales aparecen en negrita

| Temporada 2018–2019                    |                                           |        |                |                |           |
| Fecha                                  | Evento                                    | Nivel  | Programa corto | Programa libre | Total     |
| 31 de enero – 4 de febrero de 2019     | Campeonato Júnior de Rusia                | Júnior | 1 79.97        | 2 150.82       | 2 230.79  |
| 19–23 de diciembre de 2018             | Campeonato de Rusia 2019                  | Sénior | 3 74.40        | 3 152.14       | 3 226.54  |
| 6-9 de diciembre de 2018               | Final del Grand Prix Júnior 2018          | Júnior | 1 76.32        | 1 141.66       | 1 217.98  |
| 26–29 de septiembre de 2018            | Grand Prix Júnior de República Checa 2018 | Júnior | 1 70.24        | 1 128.14       | 1 198.38  |
| 29 de agosto – 1 de septiembre de 2018 | Grand Prix Júnior de Austria 2018         | Júnior | 1 71.08        | 1 132.42       | 1 203.50  |
| Temporada 2017–2018                    |                                           |        |                |                |           |
| Fecha                                  | Evento                                    | Nivel  | Programa corto | Programa libre | Total     |
| 5–11 de marzo de 2018                  | Campeonato del Mundo Júnior de 2018       | Júnior | 2 71.63        | 2 135.76       | 2 207.39  |
| 23–26 de enero de 2018                 | Campeonato Júnior de Rusia de 2018        | Júnior | 3 69.88        | 1 141.63       | 2 211.51  |
| 21–24 de diciembre de 2017             | Campeonato de Rusia de 2018               | Sénior | 4 73.59        | 4 142.98       | 3 216.57  |
| 7–10 de diciembre de 2017              | Final del Grand Prix Júnior de 2017-2018  | Júnior | 2 71.65        | 1 132.93       | 2 204.58  |
| 11–14 de octubre de 2017               | Junior Grand Prix de Italia               | Júnior | 1 67.72        | 2 124.43       | 2 192.15  |
| 4–7 de octubre de 2017                 | Junior Grand Prix de Polonia              | Júnior | 1 69.16        | 2 128.75       | 1 197.91  |
| Temporada 2016–2017                    |                                           |        |                |                |           |
| Fecha                                  | Evento                                    | Nivel  | Programa corto | Programa libre | Total     |
| 1–5 de febrero de 2017                 | Campeonato de Rusia Júnior de 2017        | Júnior | 12 57.77       | 16 103.48      | 16 161.25 |